# Gmsh
Gmsh是由克里斯托夫·傑再雷（Christophe Geuzaine）和讓·弗朗索瓦·勒馬克勒（Jean-François Remacle）在GNU通用公共許可證下開發的免費有限元網格生成器。 Gmsh包含4個模塊，幾何描述，網格劃分，解決和後處理。 Gmsh支持參數的輸入，並擁有先進的可視化機制。所有的幾何，網格，求解器和後處理指令都按照以交互方式使用Gmsh自己的腳本語言或者在文本文件中使用圖形用戶界面（GUI）。交互行為生成語言儲存於輸入文件，反之亦然。採用循環、條件語句和外部系統調用函數使得對所有處理自動化成為可能。

## 外部連結
- Gmsh 網站（页面存档备份，存于）
- Gmsh 官方參考資料 （页面存档备份，存于）
- Dolfyn的Gmsh輔導練習資料 （页面存档备份，存于）